# Erlakogel
Der Erlakogel ist ein 1575 m ü. A. hoher Berg in den Oberösterreichischen Voralpen. Nach dem nahegelegenen Traunstein ist der Erlakogel der höchste Berg am Ostufer des Traunsees. Vom Gipfel hat man einen guten Blick auf den Traunstein und den Traunsee sowie auf das gesamte Tote Gebirge und das Höllengebirge.
In einem seiner Ausläufer, dem 1411 m hohen Gasselkogel, befindet sich die tropfsteinreichste Höhle der Nördlichen Kalkalpen, die Gasselhöhle (Schauhöhle).

## Schlafende Griechin
Im Volksmund wird der Berg auch „Schlafende Griechin“ genannt. Dabei handelt es sich um die Form einer Bergsilhouette, deren Benennung in lokalen Sagen seit den 1930er Jahren belegt ist.
Die Konturen von Erlakogel und Gasselkogel ähneln vom Westufer des Traunsees (Altmünster, Traunkirchen) aus gesehen dem Profil einer liegenden Frau. Häufig wird heute der Erlakogelgipfel als Nase der Griechin gesehen. Nicht nur die Kopfpartie passt in dieses Bild, auch Hals- und Brustbereich und weiter abwärts, die auf dem Bauch verschränkten Hände.

## Wege
Auf den Berg führt ein offizieller markierter und gesicherter Weg. Ausgehend von Rindbach/Ebensee geht der Weg steil durch den Wald zur Spitzelsteinalm. Nach Überquerung der Alm geht es in Serpentinen weiter und über einen felsigen Waldkamm zum Gipfel des Erlakogel. Die ungefähre Aufstiegsdauer beträgt 3 Stunden.